# Kasteelhoeve van Rampemont

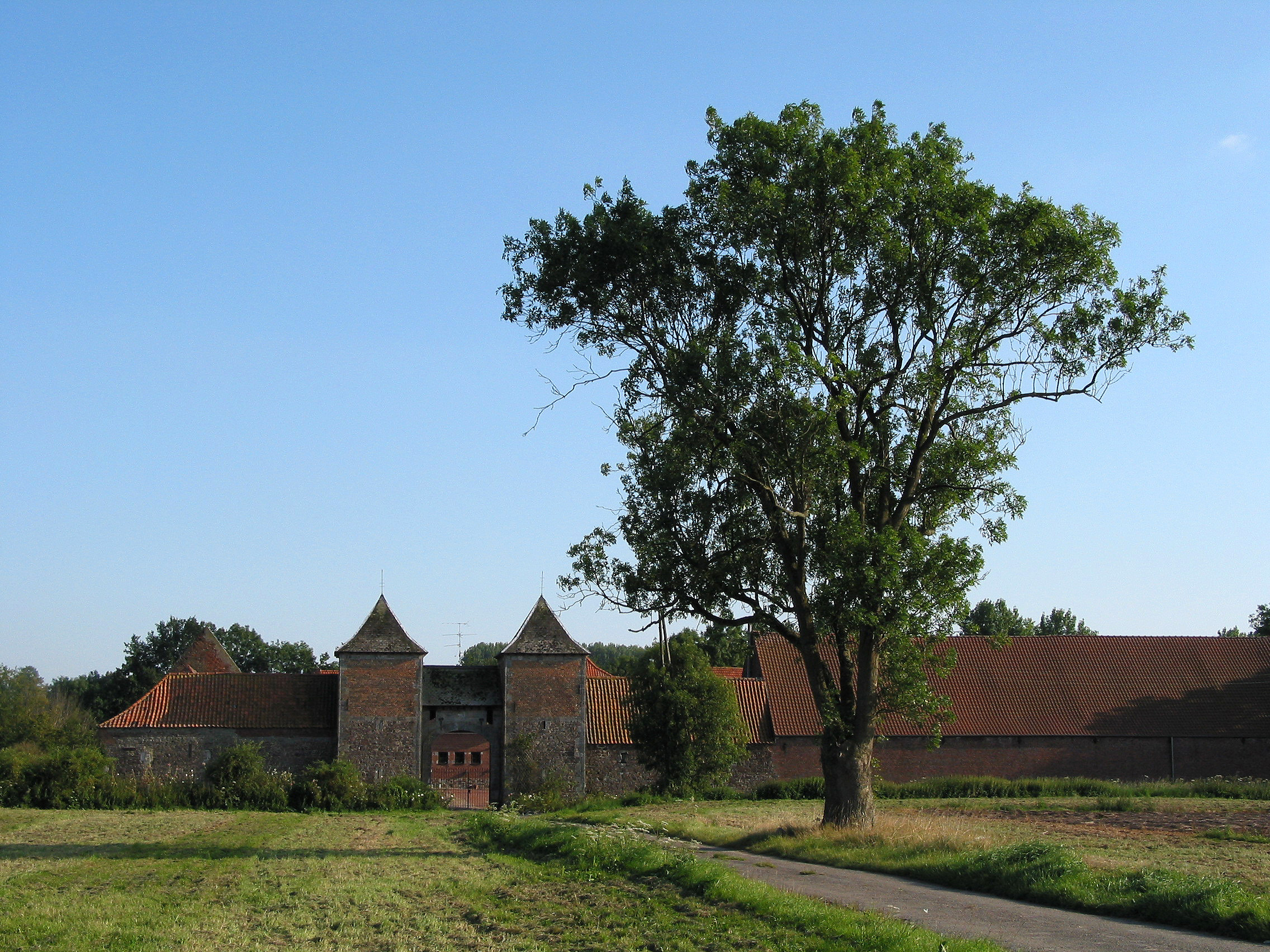
Kasteelhoeve van Rampemont

De kasteelhoeve van Rampemont is gelegen in Fayt-le-Franc, deelgemeente van Honnelles in de provincie Henegouwen. De oorsprong van de kasteelhoeve gaat terug tot in de dertiende eeuw.
De hoeve was tot in de veertiende eeuw het huis van de heren van Rampemont.
De kasteelhoeve zoals we nu kunnen zien is opgebouwd uit twee zeventiende-eeuwse huizen (waarvan een ingrijpend verbouwd is in de negentiende eeuw), een groot plein/binnenplaats met een poortgebouw geflankeerd door twee vierkante torens uit de achttiende eeuw.